# 岛根县立国际短期大学
岛根县立国际短期大学（日语：／ Shimane Kenritsu Kokusai Tanki Daigaku *），简称SIC，是過去一所位于日本岛根县滨田市的公立短期大学。

## 概要

### 简介
- 短期大学为于1993年开办[1]、由岛根县经营。招生到1999年[2]、正式停办于2001年[2]。

### 历史
- 1995年 岛根县立国际短期大学成立并同时设置一个学科国际文化学科[1]。
- 1999年 短期大学招生最后、次年停止招生[2]。
- 2001年 停办[2]。

## 学校环境
- 校区：在了岛根县滨田市

## 历任校长
- 岛田雅治：第一代短期大学校长[3]。

## 组织

### 学科
- 国际文化学科

### 专科
| - 没有 |

### 业余课程
| - 没有 |